# Weißenburger Straße
Die Weißenburger Straße ist eine Innerortsstraße im Stadtbezirk Au-Haidhausen (Nr. 5) von München.

## Verlauf
Die Straße beginnt am Rosenheimer Platz im Verlauf der Rosenheimer Straße und führt in nahezu östlicher Richtung über den kreisförmigen Weißenburger Platz und den Pariser Platz zum Orleansplatz, auf dessen östlicher Seite der Ostbahnhof liegt.

## Öffentlicher Verkehr

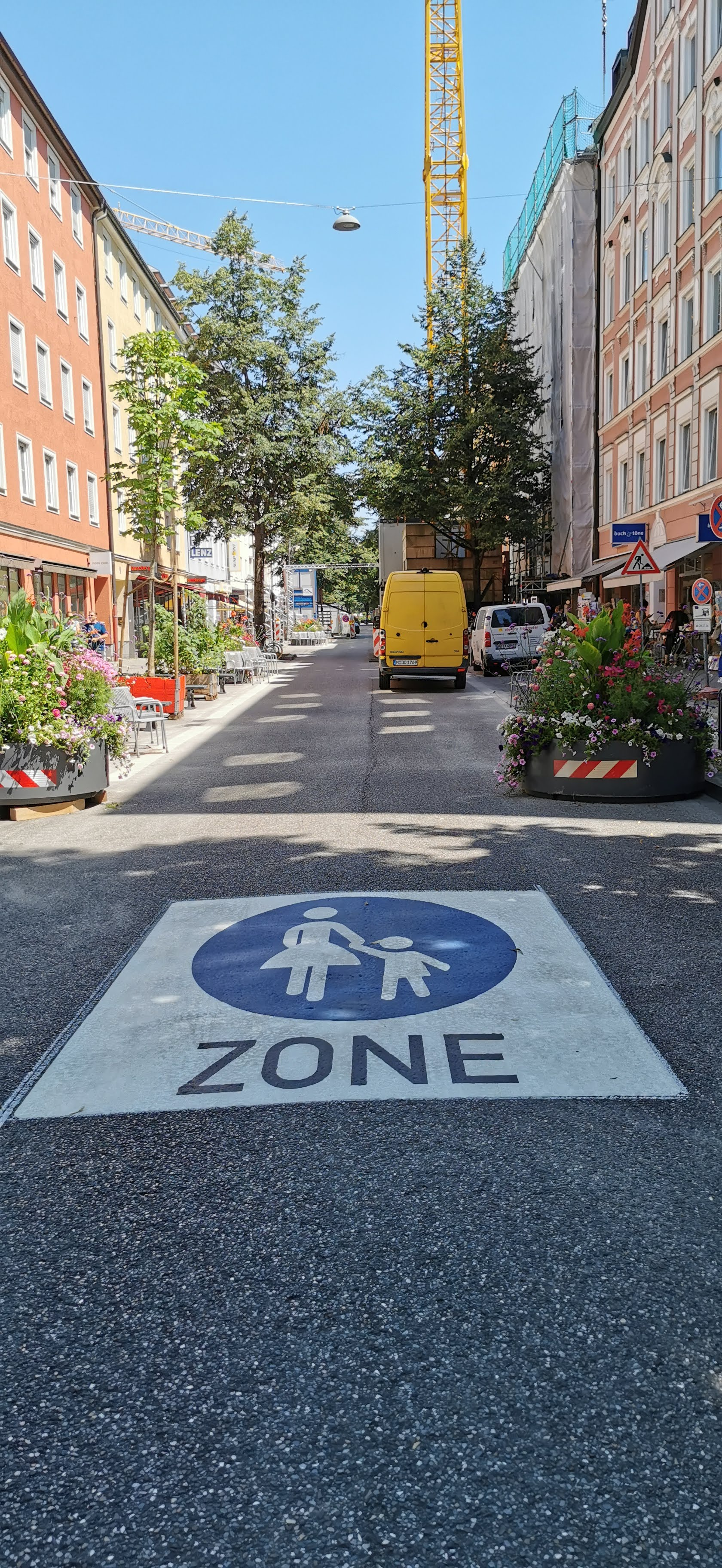
Beginn der Testphase der Fußgängerzone im Sommer 2024

Die Straße ist zwischen Rosenheimer Platz und Weißenburger Platz Fußgängerzone; eine probeweise Erweiterung bis zum Pariser Platz ab Sommer 2024 wurde Ende Juli 2025 planmäßig beendet. Auf der Straße verkehren keine öffentlichen Verkehrsmittel. Jedoch wird sie an beiden Enden durch die S-Bahn (Stationen Rosenheimer Platz und Ostbahnhof) sowie am Orleansplatz durch die U-Bahn (Linie 5) erschlossen. Am Orleansplatz ist auch eine Straßenbahnhaltestelle. Dort befindet sich auch ein großer Busbahnhof. Die im Bau befindliche unterirdisch verlaufende Zweite S-Bahn-Stammstrecke kreuzt die Straße am Weißenburger Platz.

## Namensgeber

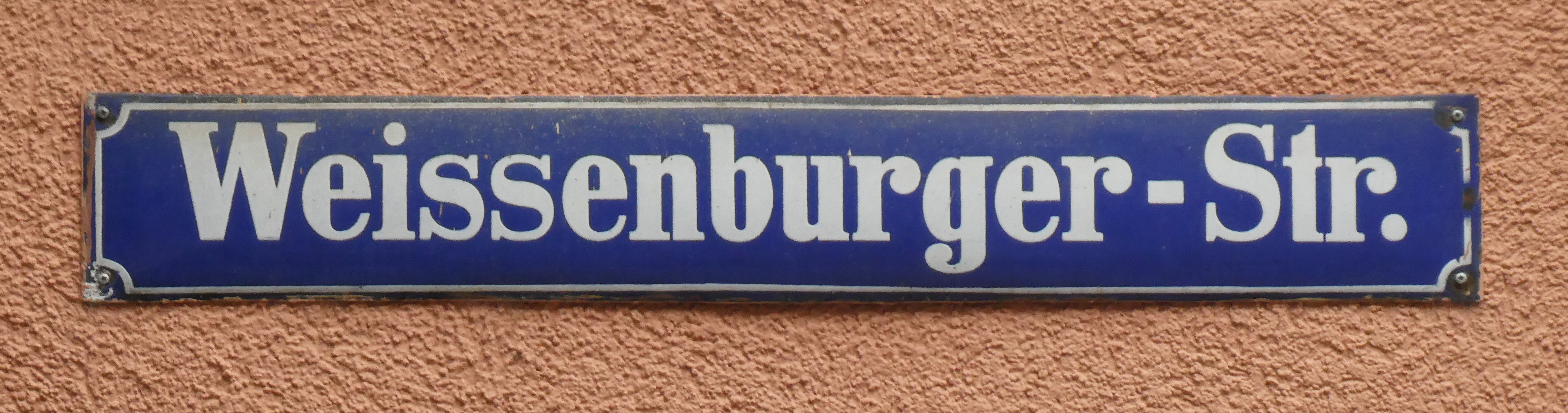
Straßenschild (ältere Version)

Die Straße im nach 1870 geschaffenen Franzosenviertel in Haidhausen ist wie die meisten Straßen dort nach Schlachten im Deutsch-Französischen Krieg, hier nach der am 4. August 1870 unter Beteiligung bayerischer Truppen ausgefochtenen Schlacht bei Weißenburg (1870) und der für diese namengebenden unterelsässischen Stadt Wissembourg (Weißenburg im Elsass), benannt.

## Charakteristik

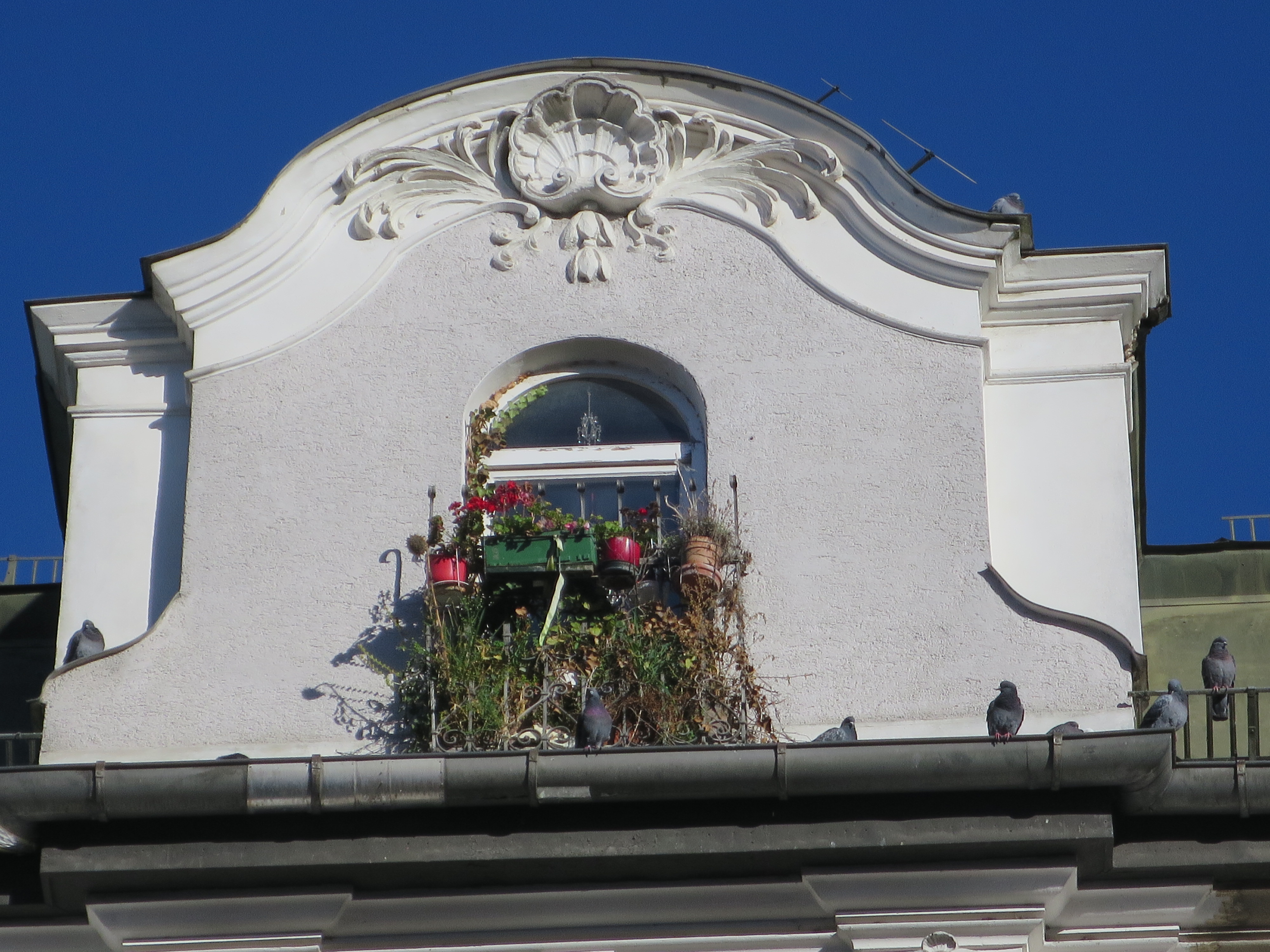
Giebel an Hausnr. 39

Die durch zwei Platzanlagen (der Weißenburger Platz in Rondellform, der Pariser Platz rechteckig) dreigeteilte, ab 1872 angelegte Geschäfts- und wichtige Einkaufsstraße mit gründerzeitlicher, nahezu einheitlich fünfgeschossiger Bebauung wird von zwei teilrondellförmigen Plätzen begrenzt. Sie bildet die südliche Seitenachse des nach 1870 entstandenen und bis etwa 1900 bebauten Haidhauser Franzosenviertels. Die Mittelachse ist die Wörthstraße, die andere Seitenachse die Belfortstraße. An der Ecke zum Orleansplatz liegt ein Kaufhaus (ehemals Kaufhaus Horn).

## Bauwerke und Brunnen

### Denkmalgeschützte Häuser
- Nr. 1: Mietshaus in Ecklage, viergeschossiger Satteldachbau mit konkav geformter Fassade zum Platz und Sohlbankgesimsen, in spätklassizistischer Tradition, von Constantin Heldenberg, 1889 (Denkmalliste D-1-62-000-7366)
- Nr. 2: Mietshaus in Ecklage, fünfgeschossiger Mansarddachbau mit konkav geformter Fassade zum Platz, flachen Eckrisaliten, Eisenbalkonen und Zwerchgiebel, Neurenaissance, Ende 19. Jahrhundert (Denkmalliste D-1-62-000-7367)
- Nr. 5: Wohn- und Geschäftshaus, fünfgeschossiger, traufseitiger Satteldachbau mit spätklassizistischer Fassadengliederung, von Georg Köchler, 1875–76 (Denkmalliste D-1-62-000-7368)
- Nr. 12: Mietshaus in Ecklage, fünfgeschossiger Satteldachbau mit Sohlbankgesimsen, in spätklassizistischer Tradition, um 1870/80 (Denkmalliste D-1-62-000-7369)
- Nr. 14: Mietshaus, fünfgeschossiger, traufseitiger Satteldachbau mit Zwerchgiebel und reichem Putz- und Stuckdekor, Neubarock, 1879, in barockisierenden Formen umgestaltet und aufgestockt von Valentin Demmelmaier, 1903 (Denkmalliste D-1-62-000-7370)
- Nr. 19: Mietshaus, fünfgeschossiger, traufseitiger Satteldachbau mit Putz- und Stuckgliederung, um 1880, 1904 um oberstes Geschoss mit Fenstererkern erhöht (Denkmalliste D-1-62-000-7371)
- Nr. 20: Mietshaus, fünfgeschossiger, traufseitiger Satteldachbau mit Sohlbankgesimsen, in spätklassizistischer Tradition, um 1870/80 (Denkmalliste D-1-62-000-7372)
- Nr. 22: Mietshaus, fünfgeschossiger, traufseitiger Satteldachbau mit Sohlbankgesimsen und Zwerchhaus, in spätklassizistischer Tradition, um 1870/80; Rückgebäude, dreigeschossiger Mansarddachbau, Ende 19./Anfang 20. Jahrhundert (Denkmalliste D-1-62-000-7373)
- Nr. 24: Mietshaus, fünfgeschossiger, traufseitiger Satteldachbau mit Sohlbankgesimsen im Zwerchgiebel, in schlichter spätklassizistischer Tradition, von Jakob Freundorfer, 1879/80 (Denkmalliste D-1-62-000-7374)
- Nr. 29: Mietshaus, fünfgeschossiger, traufseitiger Satteldachbau mit flachem Mittelrisalit und Zwerchgiebel, schlichte Neurenaissance, Ende 19. Jahrhundert (Denkmalliste D-1-62-000-7375)
- Nr. 30: Mietshaus, fünfgeschossiger Mansarddachbau mit flachen Seitenrisaliten, in spätklassizistischer Tradition, um 1870/80 (Denkmalliste D-1-62-000-7376)
- Nr. 38: Mietshaus, fünfgeschossiger Mansarddachbau, Neurenaissance, um 1880 (Denkmalliste D-1-62-000-7377)
- Nr. 39: Mietshaus, fünfgeschossiger Mansarddachbau mit sehr flachem Mittelerker, Zwerchhaus und reichem Stuckdekor, Neubarock, von Johann Sepp, 1896 (Denkmalliste D-1-62-000-7378)
- Nr. 40: Mietshaus, fünfgeschossiger Mansarddachbau mit flachem Mittelrisalit mit Eisenbalkonen und reicher Gliederung, Neurenaissance, um 1880 (Denkmalliste D-1-62-000-7379)
- Nr. 48: Mietshaus, fünfgeschossiger Mansarddachbau mit flachem Mittelrisalit, Neurenaissance, Ende 19. Jh.; ähnlich Eckhaus Hausnr. 50 (Denkmalliste D-1-62-000-7380)
- Nr. 50: Mietshaus in Ecklage, fünfgeschossiger Mansarddachbau mit Eckrisalit, Neurenaissance, 1895–96; ähnlich Hausnr. 48 (Denkmalliste D-1-62-000-7381)

Siehe auch die Liste der Baudenkmäler in Haidhausen

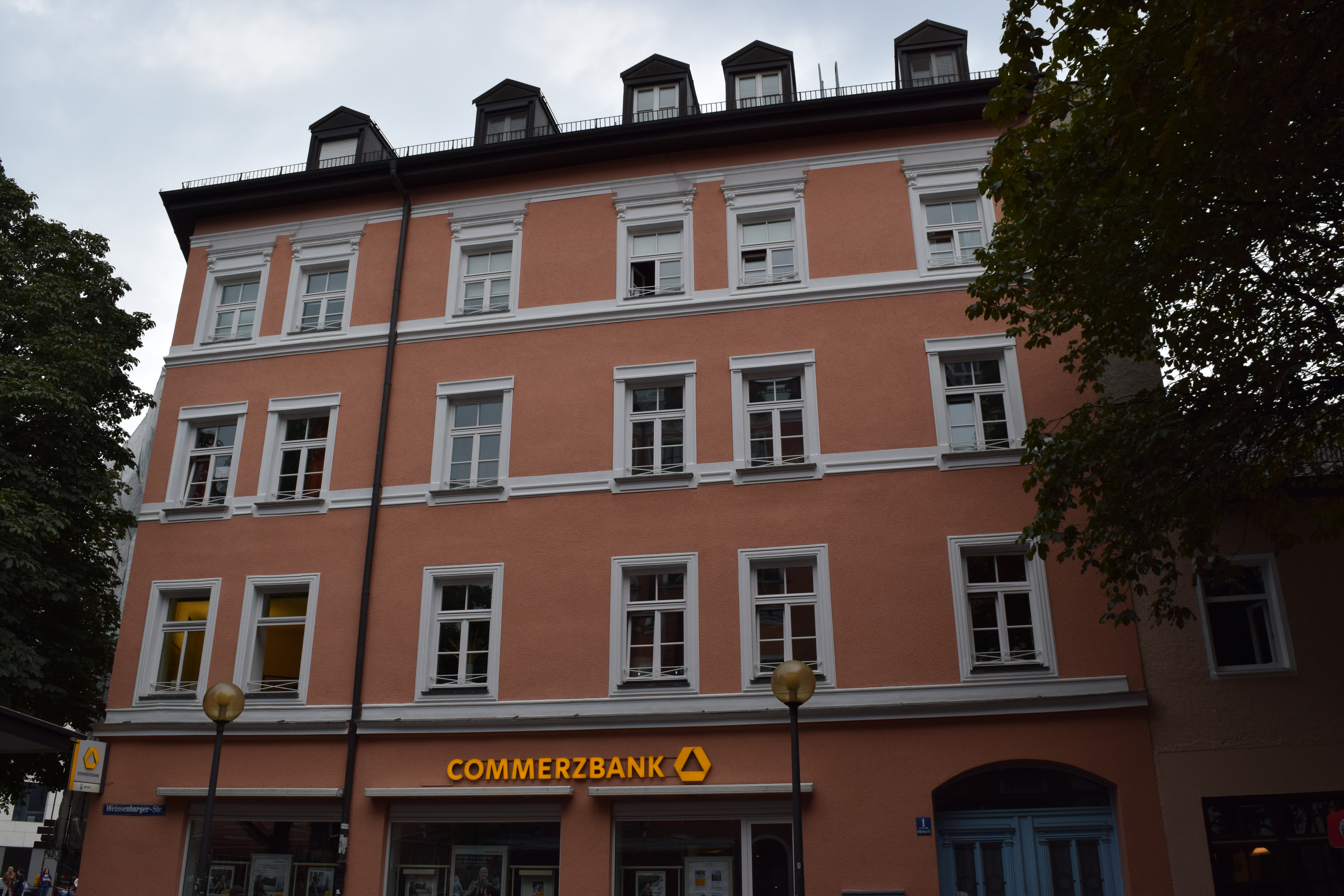
Weißenburger Straße 1
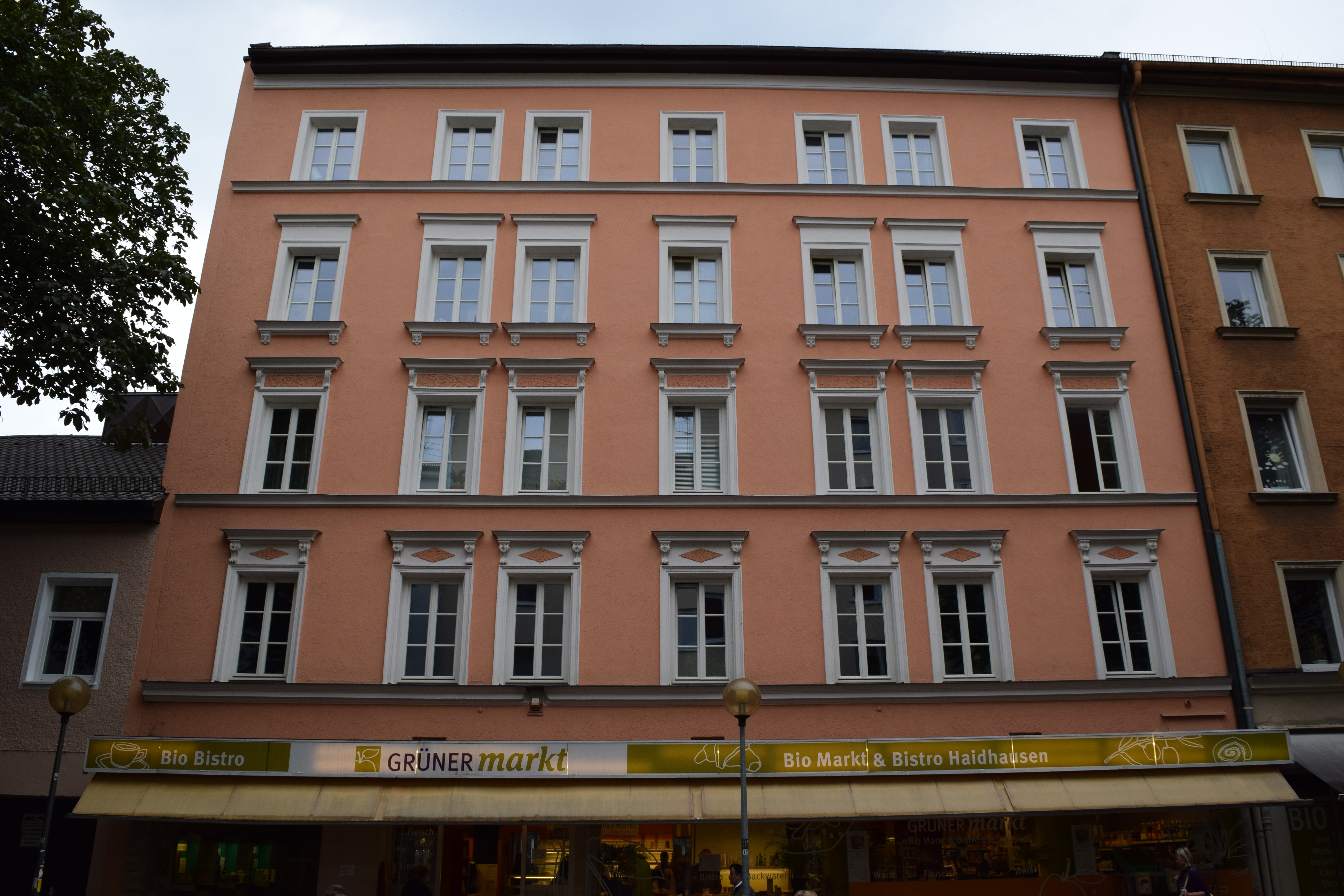
Weißenburger Straße 5
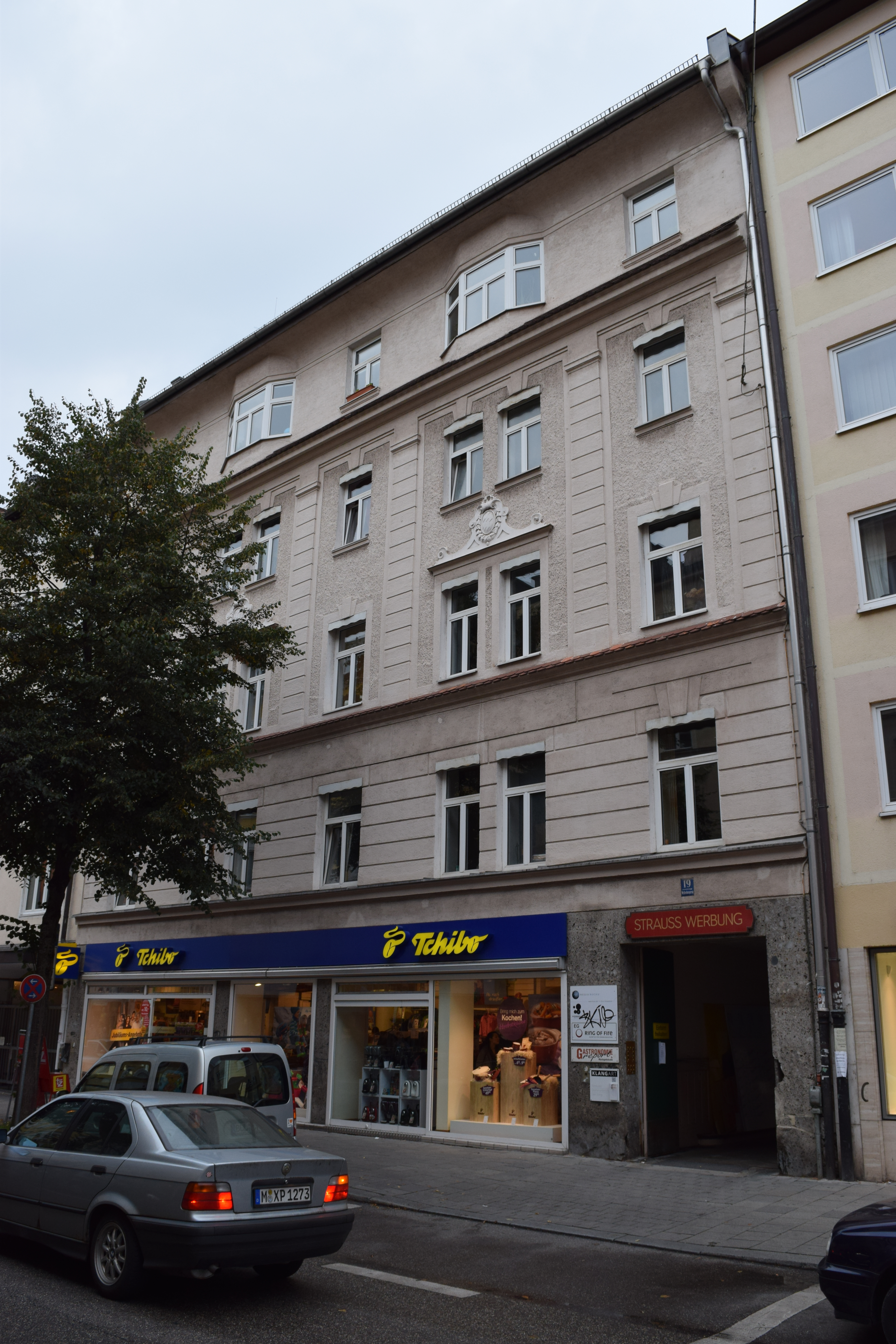
Weißenburger Straße 19
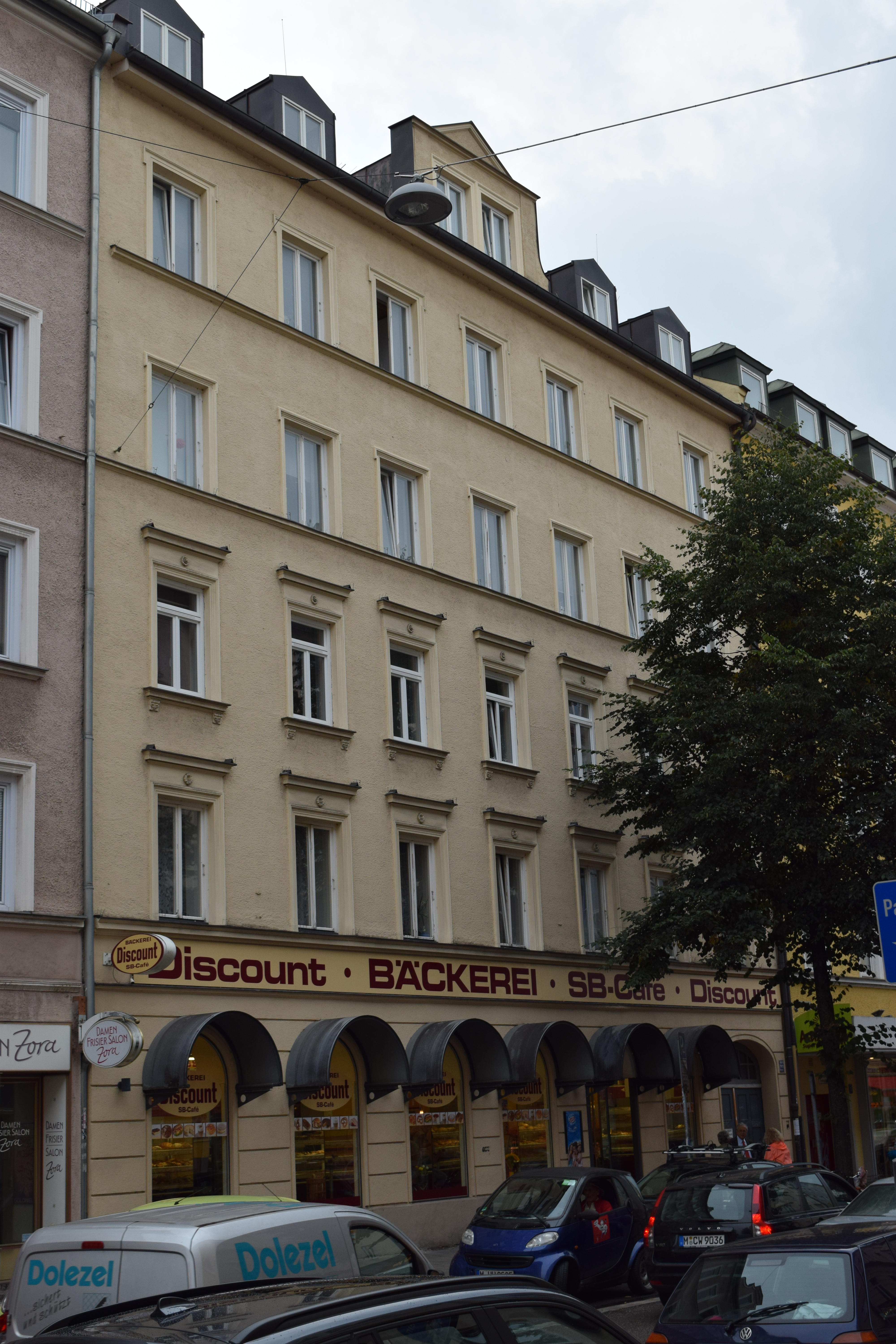
Weißenburger Straße 22
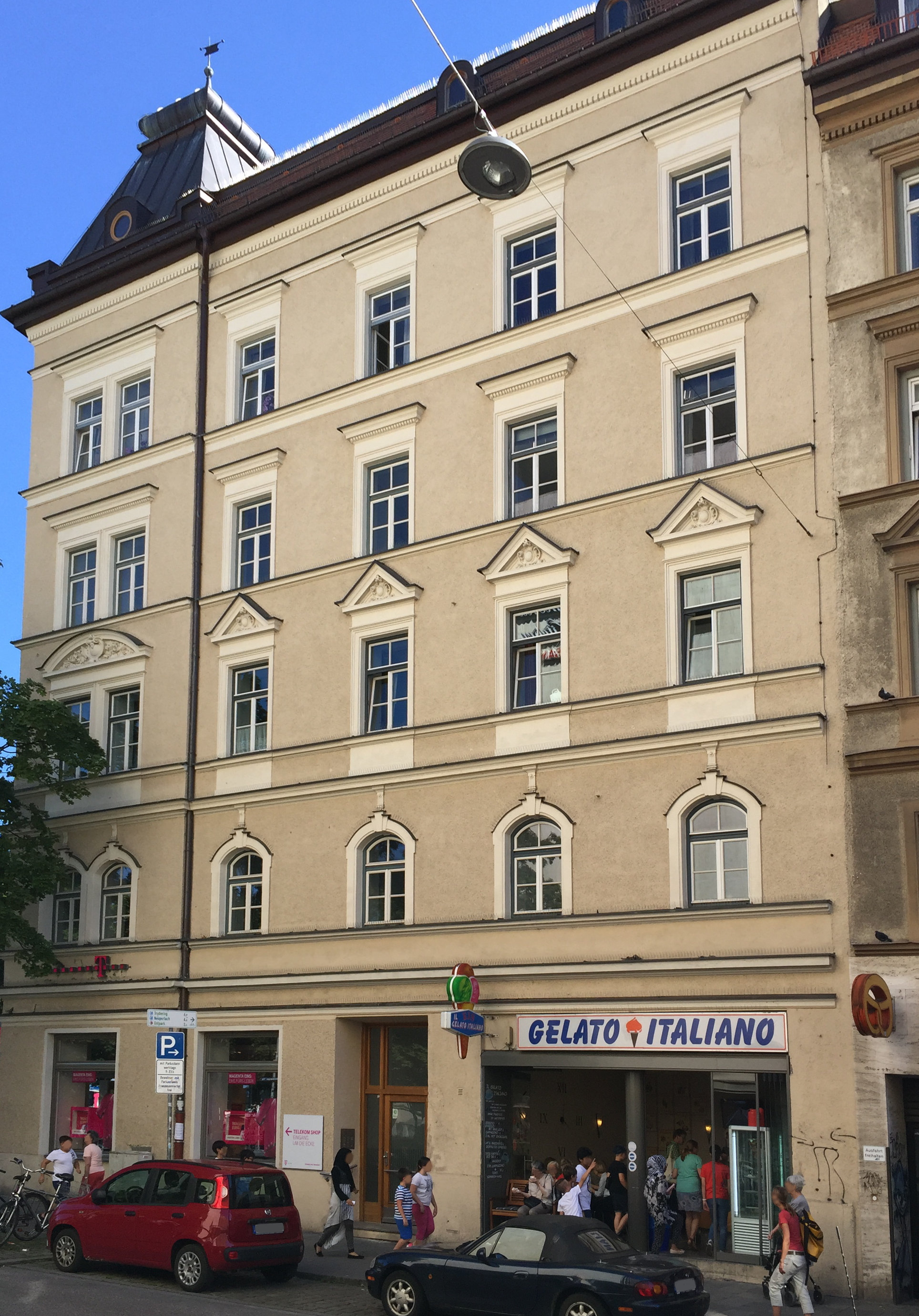
Weißenburger Straße 50

### Brunnen

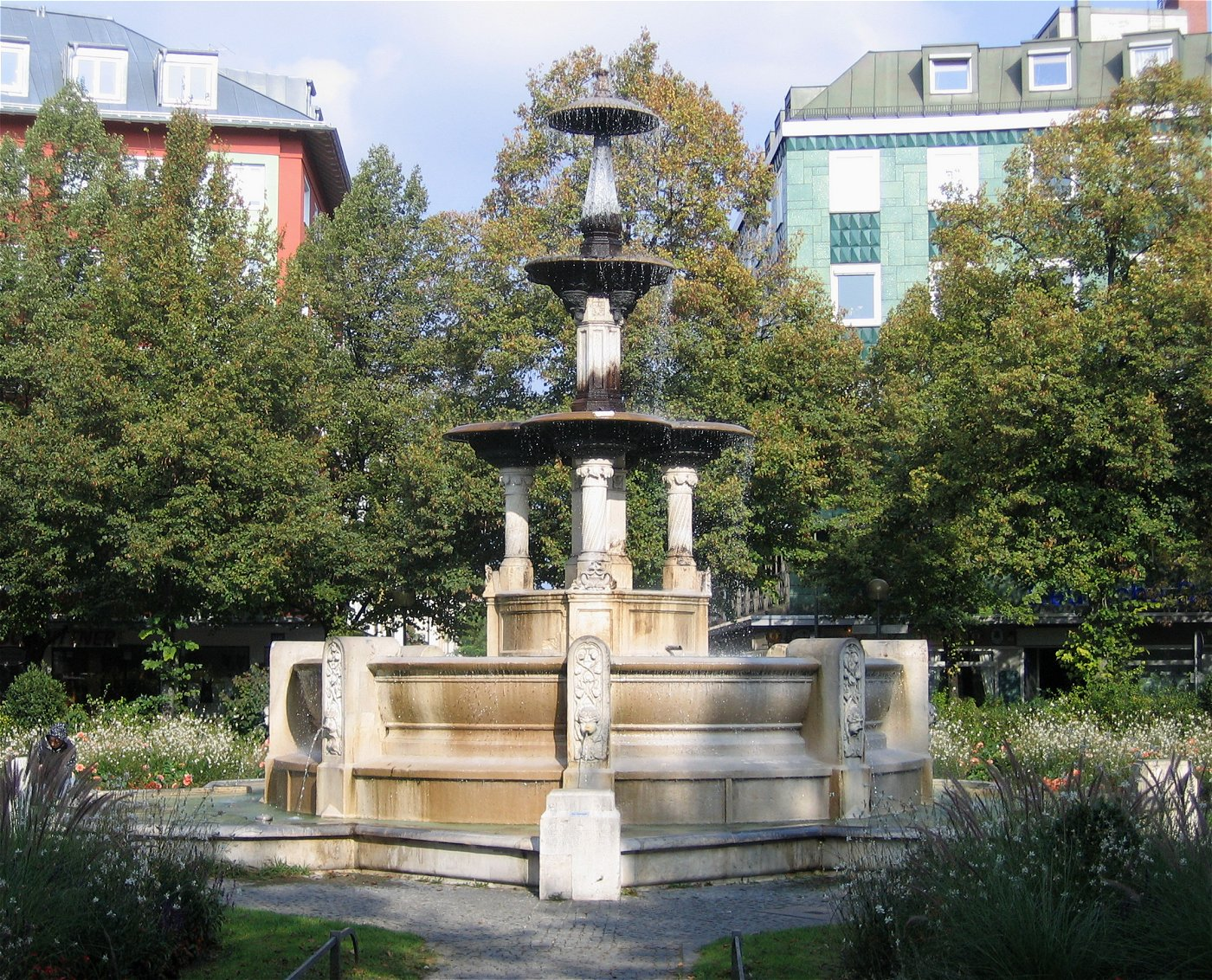
Glaspalastbrunnen (Schalenbrunnen)

- Glaspalastbrunnen, 1853 von August von Voit, vorübergehend auf dem Orleansplatz, 1974 auf dem Weißenburger Platz aufgestellt